# WTA-toernooi van Gaiba
Het WTA-toernooi van Gaiba is een jaarlijks terugkerend tennistoernooi voor vrouwen dat wordt georganiseerd in de Italiaanse plaats Gaiba. Met minder dan 1000 inwoners is Gaiba de kleinste plaats ter wereld waar een WTA-toernooi wordt gespeeld. De officiële naam van het toernooi is Veneto Open.
De WTA organiseert het toernooi, dat in de categorie "WTA 125" valt en wordt gespeeld op grasbanen. Het is het eerste WTA 125-toernooi in de geschiedenis van deze categorie (en zijn voorganger WTA Challenger) dat op gras wordt gespeeld.
De eerste editie ontrolde zich in 2022 en werd gewonnen door de Belgische Alison Van Uytvanck. Ook in 2024 was het toernooi nog steeds het enige WTA 125-toernooi op gras.

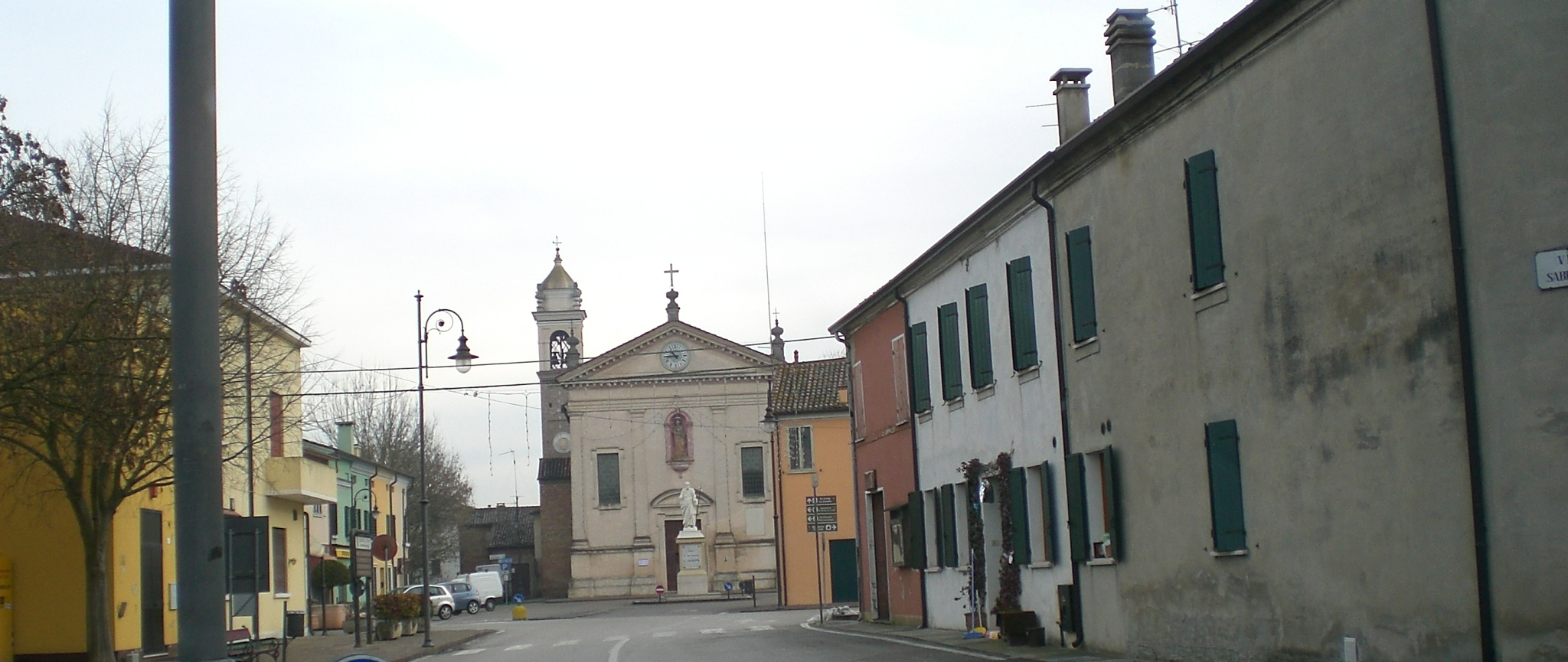
Blik op Gaiba

## Enkel- en dubbelspeltitel in één jaar
| speelster    | in het jaar |
| ------------ | ----------- |
| Alycia Parks | 2024        |

## Finales

### Enkelspel
| Datum      | Naam        | Cat.    | ($)     | Ondergrond   | Winnares            | Verliezend finaliste | Uitslag       |         |
| ---------- | ----------- | ------- | ------- | ------------ | ------------------- | -------------------- | ------------- | ------- |
| 2022-06-13 | Veneto Open | WTA 125 | 115.000 | gras, buiten | Alison Van Uytvanck | Sara Errani          | 6-4, 6-3      | details |
| 2023-06-19 | Veneto Open | WTA 125 | 115.000 | gras, buiten | Ashlyn Krueger      | Tatjana Maria        | 3-6, 6-4, 7-5 | details |
| 2024-06-17 | Veneto Open | WTA 125 | 115.000 | gras, buiten | Alycia Parks        | Bernarda Pera        | 6-3, 6-1      | details |

### Dubbelspel
| Datum      | Naam        | Cat.    | ($)     | Ondergrond   | Winnaressen                  | Verliezend finalistes                  | Uitslag          |         |
| ---------- | ----------- | ------- | ------- | ------------ | ---------------------------- | -------------------------------------- | ---------------- | ------- |
| 2022-06-13 | Veneto Open | WTA 125 | 115.000 | gras, buiten | Madison Brengle Claire Liu   | Vitalia Djatsjenko Oksana Kalasjnikova | 6-4, 6-3         | details |
| 2023-06-19 | Veneto Open | WTA 125 | 115.000 | gras, buiten | Han Na-lae Jang Su-jeong     | Weronika Falkowska Katarzyna Piter     | 6-3, 3-6, [10-6] | details |
| 2024-06-17 | Veneto Open | WTA 125 | 115.000 | gras, buiten | Hailey Baptiste Alycia Parks | Miriam Kolodziejová Anna Sisková       | 7-6, 6-2         | details |